# Hermann Breith
Hermann Albert Breith (7 mai 1892 à Pirmasens - 3 septembre 1964 à Pech district de Wachtberg) est un General der Panzertruppe dans la Wehrmacht au sein de la Heer pendant la Seconde Guerre mondiale.
Il a été aussi récipiendaire de la croix de chevalier de la croix de fer avec feuilles de chêne et glaives. La croix de chevalier de la croix de fer et ses grades supérieurs - les feuilles de chêne et glaives - sont attribués pour la  reconnaissance à un acte d'une extrême bravoure ou à un succès de commandement militaire.

## Biographie
Hermann Breith étudie à l'école primaire pendant trois ans et demi, puis le lycée de sa ville natale (de) pendant sept ans et demi, ainsi qu'un autre lycée à Kaiserslautern. Il se rend ensuite à Berlin pour y passer deux mois et demi à l'école militaire préparatoire du Dr Fischer. Le 16 avril 1910, il rejoint finalement le 60e régiment d'infanterie (de) à Wissembourg en tant que porte-drapeau, où il est nommé sous-officier porte-drapeau le 13 août 1910. La même année, Breith fut affecté à l'école de guerre de Hersfeld, où il obtient son certificat de maturité d'enseigne le 10 novembre 1910. Il continue ensuite à servir dans son régiment d'origine, où il est promu lieutenant le 13 septembre 1911.

### Première Guerre mondiale
Après le début de la Première Guerre mondiale, Breith et son régiment sont d'abord impliqués dans des combats de protection des frontières en Lorraine, qui durent du 9 au 19 août 1914. Il est ensuite engagé dans la bataille de Nancy-Épinal du 23 août au 11 septembre 1914, puis dans la bataille de la Somme du 23 septembre au 6 octobre 1914. Le 12 octobre 1914, Breith est muté au 166e régiment d'infanterie, où il devient chef de la compagnie de mitrailleuses.

## Décorations
- Croix de fer (1914)
  - 2e classe (10 septembre 1914)
  - 1re classe (30 juillet 1916)
- Croix de chevalier de l'ordre royal de Hohenzollern avec glaives (28 octobre 1918)
- Croix hanséatique de Hambourg (16 avril 1917)
- Croix d'honneur
- Médaille des Sudètes avec agrafe du château de Prague
- Agrafe de la croix de fer (1939)
  - 2e classe (23 septembre 1939)
  - 1re classe (2 octobre 1939)
- Insigne des blessés
  - en Noir
  - en Argent
  - en Or
- Insigne de combat des blindés en Argent (20 mai 1940)
- Médaille du Front de l'Est (1er août 1942)
- Croix de chevalier de la croix de fer avec feuilles de chêne et glaives
  - Croix de chevalier le 3 juin 1940 en tant que Oberst et commandant du 5. Panzer-Brigade[1]
  - 69e avec feuilles de chêne le 31 janvier 1942 en tant que Generalmajor et commandant de la 3. Panzer-Division[2]
  - 48e glaives le 21 février 1944 en tant que General der Panzertruppe et commandant du III. Panzer-Korps[3]
- Mentionné 4 fois dans le bulletin quotidien radiophonique Wehrmachtbericht (31 janvier 1942, 20 février 1944, 9 septembre 1944 et 30 octobre 1944)